# Cistothorus palustris
Carriça-dos-pauis ou corruíra-dos-pauis (Cistothorus palustris) é uma ave passeriforme da família Troglodytidae.